# At-Tarbich
At-Tarbich – wieś w Syrii, w muhafazie Ar-Rakka. W 2004 roku liczyła 577 mieszkańców.